# Кожасай (село)
Кожасай (каз. Қожасай) — село в Мугалжарском районе Актюбинской области Казахстана. Входит в состав Батпаккольского сельского округа. Код КАТО — 154837300.

## Население
В 1999 году население села составляло 362 человека (185 мужчин и 177 женщин). По данным переписи 2009 года, в селе проживало 337 человек (191 мужчина и 146 женщин).